# Vietnã nos Jogos Olímpicos de Verão de 2004
O Vietnã competiu nos Jogos Olímpicos de Verão de 2004, em Atenas, na Grécia.